# Anopheles mangyanus
Anopheles mangyanus är en tvåvingeart som först beskrevs av Banks 1906.  Anopheles mangyanus ingår i släktet Anopheles och familjen stickmyggor.
Artens utbredningsområde är Filippinerna. Inga underarter finns listade i Catalogue of Life.